# 딕스 스포팅 구즈 파크
딕스 스포팅 구즈 파크 (Dick's Sporting Goods Park)는 미국의 축구 경기장이다. MLS 콜로라도 래피즈의 홈경기장이다.
| MLS 올스타전 개최 경기장 |                              |          |
| 2006년                   | 2007년 딕스 스포팅 구즈 파크 | 2008년   |
| 도요타 파크              | 2007년 딕스 스포팅 구즈 파크 | BMO 필드 |
|                          |                              |          |
|                          |                              |          |

| MLS 올스타전 개최 경기장 |                              |                   |
| 2014년                   | 2015년 딕스 스포팅 구즈 파크 | 2016년            |
| 프로비던스 파크          | 2015년 딕스 스포팅 구즈 파크 | 어바이어 스타디움 |
|                          |                              |                   |
|                          |                              |                   |